# Universidad de California en Merced
La Universidad de California, Merced (UC Merced) es el campus más reciente de la Universidad de California. UC Merced es la primera universidad estadounidense construida en el siglo XXI. El campus está situado en un área no incorporada del condado de Merced, cerca de Merced.